# Microstylum capense
Microstylum capense är en tvåvingeart som först beskrevs av Fabricius 1805.  Microstylum capense ingår i släktet Microstylum och familjen rovflugor. Inga underarter finns listade i Catalogue of Life.